# Fritz Weitzel
Friedrich Philip Weitzel, detto Fritz (Francoforte sul Meno, 27 aprile 1904 – Düsseldorf, 19 giugno 1940), è stato un politico e generale tedesco, SS-Obergruppenführer, fu ucciso in un raid aereo all'inizio della seconda guerra mondiale.

## Biografia
Nacque a Francoforte dove frequentò la Volksschule. Dopo l'apprendistato come fabbro continuò in questo mestiere e poi come macchinista. Nel 1924 divenne membro delle SA e nel settembre 1925 aderì al partito nazista (nº 18.833). Come uno dei primi membri del Partito, gli sarebbe stato successivamente assegnato il Distintivo d'Oro. Nel 1926 Weitzel divenne uno dei primi membri delle SS (nº 408), contribuì a formare e guidare l'unità delle SS a Francoforte e nel 1927 fu a capo delle SS nel Gau Hesse-Nassau Süd. Nei due anni successivi guidò le unità SS nel Gau Rheinland-Süd, nel Gau Rheinpfalz e nel Gau Hesse-Nassau Nord. Il 1º maggio 1928 divenne comandante della SS-Standarte II con sede a Francoforte. Il 18 novembre 1929, fu scelto per dirigere quello che sarebbe poi diventato lo SS-Oberabschnitt "Ovest", comando che manterrà fino al 20 aprile 1940. In questi anni fu arrestato e multato più volte per le violenze in strada, la violazione della quiete pubblica, la resistenza all'arresto e il porto di armi da fuoco illegali.
Nelle elezioni federali tedesche del 1930, Weitzel fu eletto al Reichstag come deputato del partito nazista dalla circoscrizione elettorale 19 Assia-Nassau, dove sarà rieletto più volte fino alle elezioni del 1936, quando passò alla circoscrizione elettorale 22 Düsseldorf-Est, seggio che mantenne fino alla morte. Il 12 maggio 1932 Weitzel fu coinvolto nell'aggressione del giornalista Helmuth Klotz motivo per cui fu interdetto dal parlamento per 30 giorni insieme ad altri tre deputati nazisti. Il 14 maggio Weitzel, insieme ai deputati Edmund Heines e Wilhelm Stegmann, fu condannato dal tribunale di Berlino a tre mesi di prigione per aggressione.

### Carriera
Dopo la presa del potere nazista, il 1º maggio 1933 fu nominato presidente della polizia di Düsseldorf da Hermann Göring. Fu scelto per sostituire Hans Langels, senza alcuna formazione formale di polizia, ma come convinto nazionalsocialista. Nel luglio 1933 Göring lo nominò anche membro del Consiglio di Stato prussiano. Sotto la sua guida si verificarono degli episodi estremamente brutali da parte della polizia, delle SS e delle SA contro i loro oppositori politici: furono arrestati e picchiati numerosi comunisti e socialdemocratici, si dice che Weitzel abbia preso parte personalmente a interrogatori e torture. Anche Weitzel prese una posizione chiara contro il cattolicesimo. In qualità di capo della polizia, vietò le processioni e le apparizioni pubbliche dei gruppi ecclesiali della città, in più pubblicò un opuscolo contro i preti cattolici e gli ordini religiosi.
Il 9 settembre 1934 Weitzel fu promosso SS-Obergruppenführer. Il 30 marzo 1935 fu nominato consigliere provinciale della Provincia renana e anche capo delle SS e del tribunale di polizia di Düsseldorf. L'11 giugno 1938 fu nominato SS- und Polizeiführer (HSSPF) "Ovest" dal Reichsführer-SS Heinrich Himmler, con sede a Düsseldorf e, in quanto tale, fu al comando delle unità SS, Sicherheitsdienst, SiPo e Ordnungspolizei nel Wehrkreis VI. Durante la seconda guerra mondiale, dopo l'occupazione della Norvegia da parte delle truppe tedesche, Weitzel fu trasferito per diventare HSSPF "Nord" il 20 aprile 1940, con sede a Oslo. Solo due mesi dopo, Weitzel fu ferito a morte durante un raid aereo della RAF su Düsseldorf mentre era a casa in licenza.
Al momento della sua morte, Weitzel era il quarto ufficiale più anziano delle SS. Fu celebrato un sontuoso funerale di stato a Düsseldorf, al quale presero parte il capo dell'Ordnungspolizei, l'SS-Obergruppenfuhrer Kurt Daluege, l'Oberpresident renano e Reichskommissar per la Norvegia Josef Terboven e il Gauleiter di Düsseldorf Friedrich Karl Florian. Appena due giorni dopo la morte di Weitzel, la SS-Standarte 20 (Düsseldorf) ricevette il nome onorifico SS-Standarte Fritz Weitzel.

## Opere
- Die Gestaltung der Feste im Jahres- und Lebenslauf in der SS-Familie. Mit 5 Fotos und Liedern, Düsseldorf 1935.
- An ihren Taten sollt ihr sie erkennen! 90 Artikel der Rheinischen Landeszeitung aus der Zeit November 1933 – Juli 1936. Mönchengladbach 1936[10]
- Erläuterungen der Ordensgesetze der SS, hrsg. im Auftrag des SS-Oberabschnitts West. Düsseldorf/Wuppertal 1938.